# Kekke Stadin
Kekke Gunborg Margaretha Stadin, född 25 maj 1951 i Attmars församling, Västernorrlands län, är en svensk historiker.